# Метод фазовой плоскости
Метод фазовой плоскости — графоаналитический метод исследования динамических систем, приводимых к уравнениям вида:
{\displaystyle {\frac {d\mathbf {x_{1}} }{dt}}=Q(\mathbf {x_{1}} ,\mathbf {x_{2}} ),}  {\displaystyle {\frac {d\mathbf {x_{2}} }{dt}}=F(\mathbf {x_{1}} ,\mathbf {x_{2}} ).}
Теоретические основы метода разработаны Пуанкаре и Ляпуновым, однако метод систематически не использовался до 1930-х годов.
Обычно метод применяется для исследования нелинейных систем, в случаях, когда линеаризация приводит к неудовлетворительным ошибкам, либо когда линеаризация значительно ограничена в применимости по времени.
С помощью метода находят характеристики особых точек, изолированных замкнутых траекторий и сепаратрис, что в свою очередь позволяет оценить динамику разрабатываемой или исследуемой нелинейной динамической системы в широком диапазоне возможных начальных условий.